# Nasino
Nasino é uma comuna italiana da região da Ligúria, província de Savona, com cerca de 224 habitantes. Estende-se por uma área de 21 km², tendo uma densidade populacional de 11 hab/km². Faz fronteira com Alto (CN), Aquila di Arroscia (IM), Castelbianco, Erli, Garessio (CN), Onzo, Ormea (CN), Ranzo (IM).

## Demografia
| Variação demográfica do município entre 1861 e 2011                               |
|                                                                                   |
| Fonte: Istituto Nazionale di Statistica (ISTAT) - Elaboração gráfica da Wikipedia |